# Dichotomius validipilosus
Dichotomius validipilosus är en skalbaggsart som beskrevs av Luederwaldt 1931. Dichotomius validipilosus ingår i släktet Dichotomius och familjen bladhorningar. Inga underarter finns listade i Catalogue of Life.